# Belagerung von Ciudad Rodrigo (1810)
Bailén –  Roliça –Vimeiro – Saragossa (1808) – Burgos (Gamonal) – Medina de Rioseco – Espinosa –  Tudela – Somosierra – Saragossa (1809) – La Coruña – Torres Vedras – Valls – Braga –  Oporto –  Talavera – Ocaña – Gerona – Ciudad Rodrigo (1810) – Buçaco – Gévora – Barrosa – Badajoz (1811) – Fuentes de Oñoro – La Albuera – Tarragona (1811) – Sagunt (Murviedro) – Ciudad Rodrigo (1812) – Badajoz (1812) –  Majadahonda – Salamanca – García Hernández –  Venta del Pozo – Vitoria – 
Sorauren – San Sebastián – Bidassoa
Bei der Belagerung von Ciudad Rodrigo während Napoleons Feldzug in Spanien eroberte der französische Marschall Michel Ney die befestigte Stadt von den Spaniern unter dem Kommando von Feldmarschall Don Andrés Perez de Herrasti am 9. Juli 1810, nachdem die Belagerung am 26. April 1810 begonnen hatte. Neys VI. Korps war Teil der 65.000 Mann starken Armee unter dem Kommando von André Masséna, der die dritte französische Invasion Portugals plante.

## Truppen
Neys VI. Korps bestand aus Jean Marchands 1. Division (6.500 Mann), Julien Mermets 2. Division (7.400 Mann), Louis Loisons 3. Division (6.600 Mann, darunter die Fremdenregimenter Isenburg, Irland, Westphalen und die Hannoversche Legion), Auguste Lamottes Leichter Kavallerie Brigade (900 Mann), Charles Gardannes Brigade berittener Dragoner (1.300 Mann) und 60 Kanonen.
Herrasti kommandierte drei reguläre Bataillone aus Avila, Segovia und das 1. Mallorca Infanterie Regiment, 375 Artilleristen und 60 Pioniere. Diese Truppen wurden durch drei Bataillone Freiwilliger aus Ciudad Rodrigo und einem Bataillon der Stadtwache ergänzt.

## Belagerung
Herrastis 5.500 Man der spanischen Garnison verteidigten sich tapfer und mussten sich erst ergeben, als Neys Artillerie eine Bresche in die Stadtmauer geschlagen hatte und die französischen Infanterie zum Angriff bereitstand. Die spanischen Verluste beliefen sich auf 461 Tote,  994 Verwundete und 118 Kanonen. 4.000 Mann gerieten in Gefangenschaft. Neys VI. Korps hatte während der Belagerung 180 Tote und über 1.000 Verwundete an Verlusten. Nach der Übergabe wurde die Stadt von den Franzosen geplündert.

## Folgen
Die Belagerung verzögerte die Invasion Portugals um mehr als einen Monat.
Eine zweite Belagerung Ciudad Rodrigos fand 1812 statt.

## Galerie

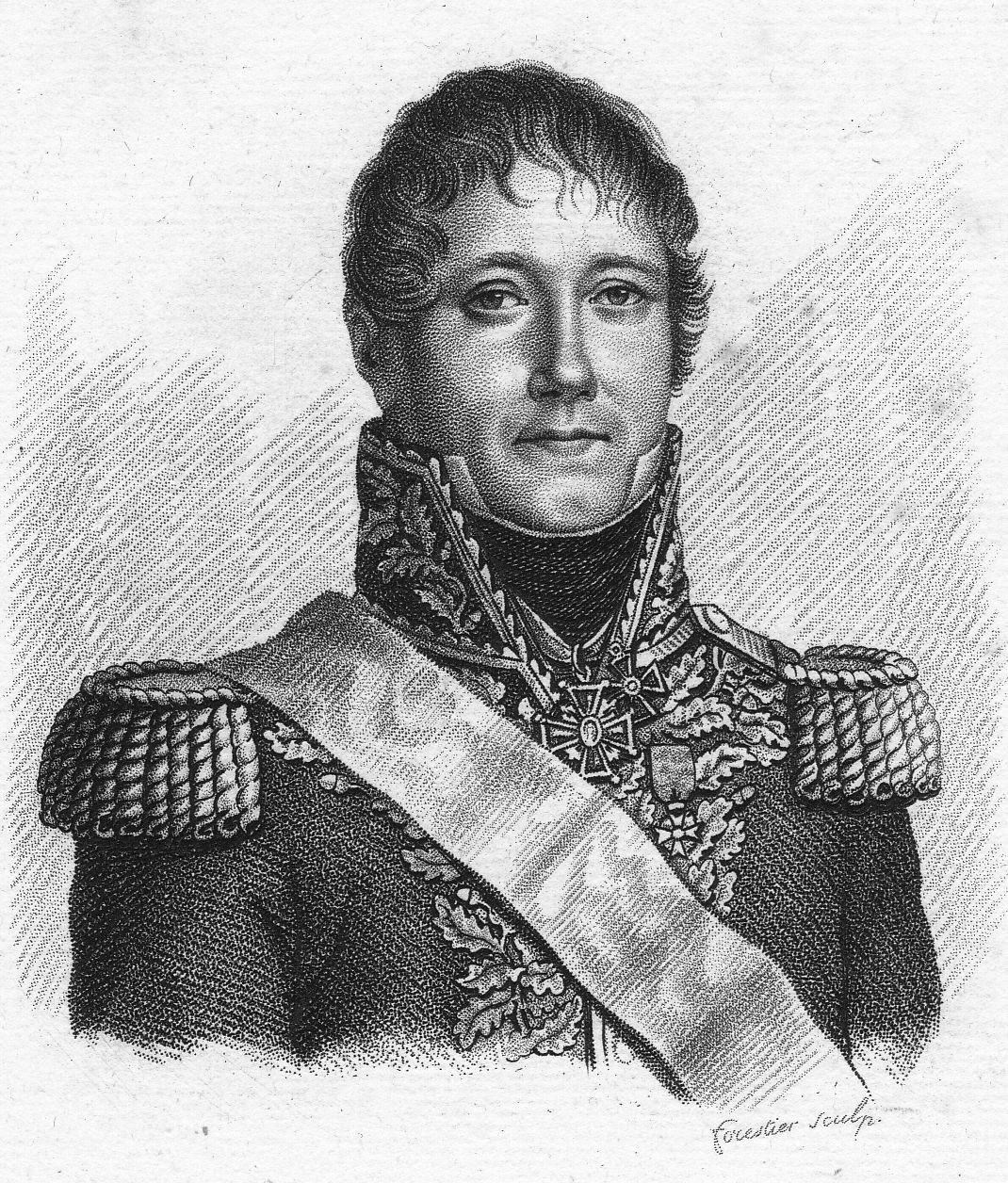
Jean Gabriel Marchand
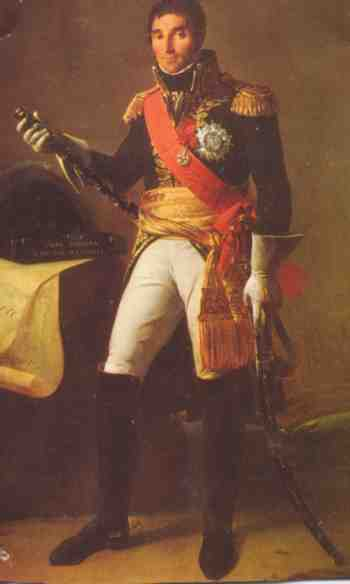
Andre Massena
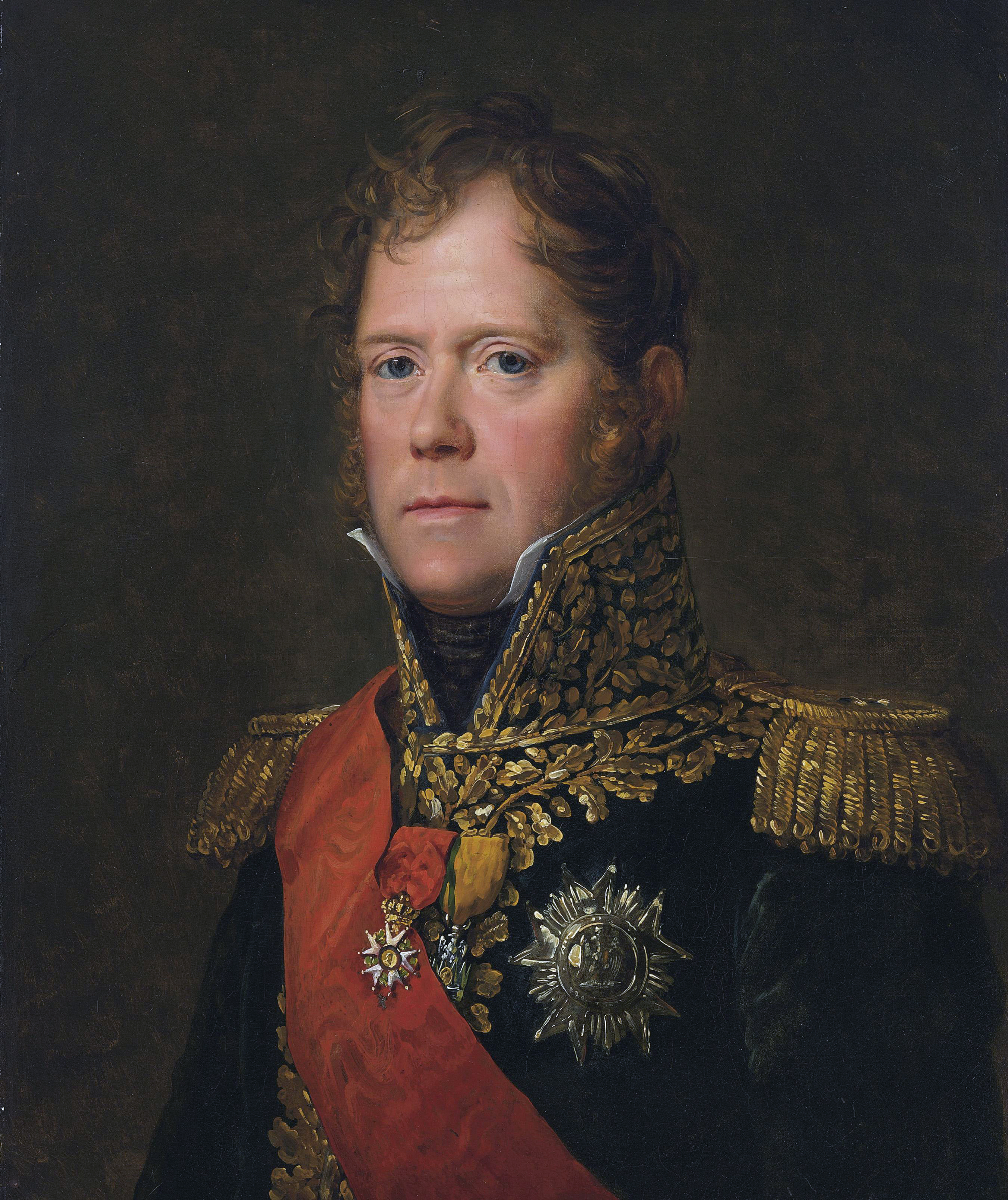
Michel Ney
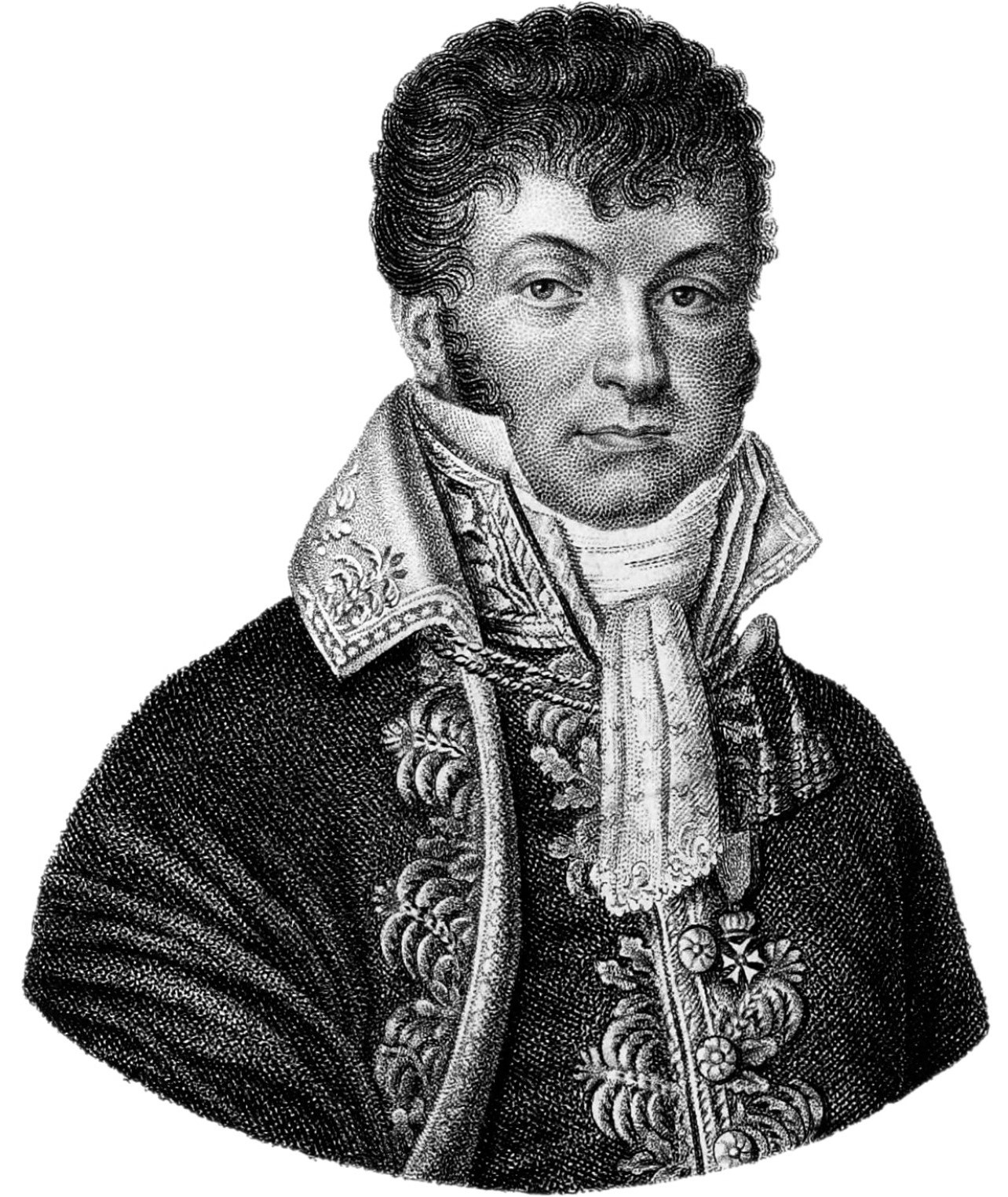
Louis Loison
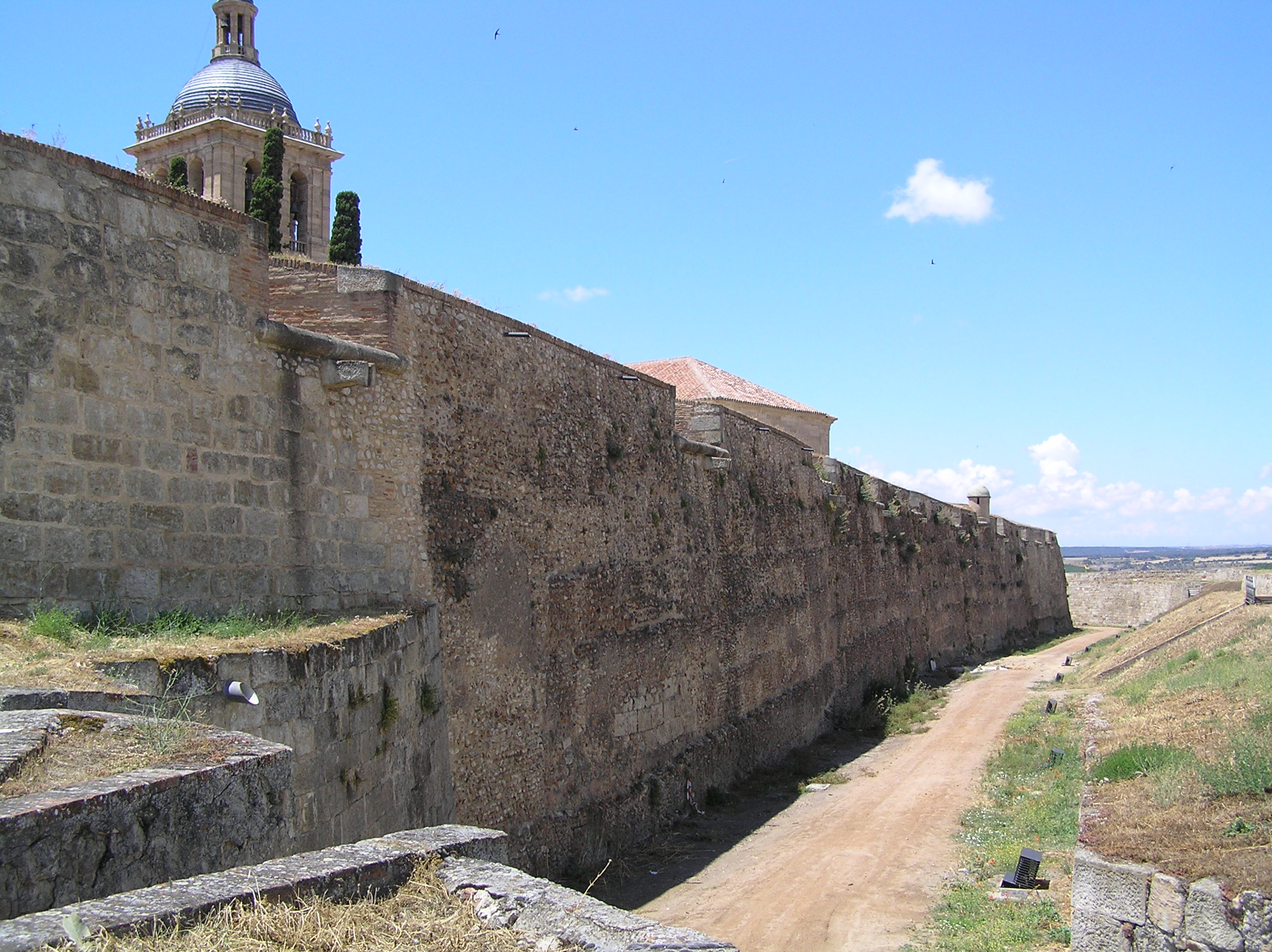
Festungsmauer
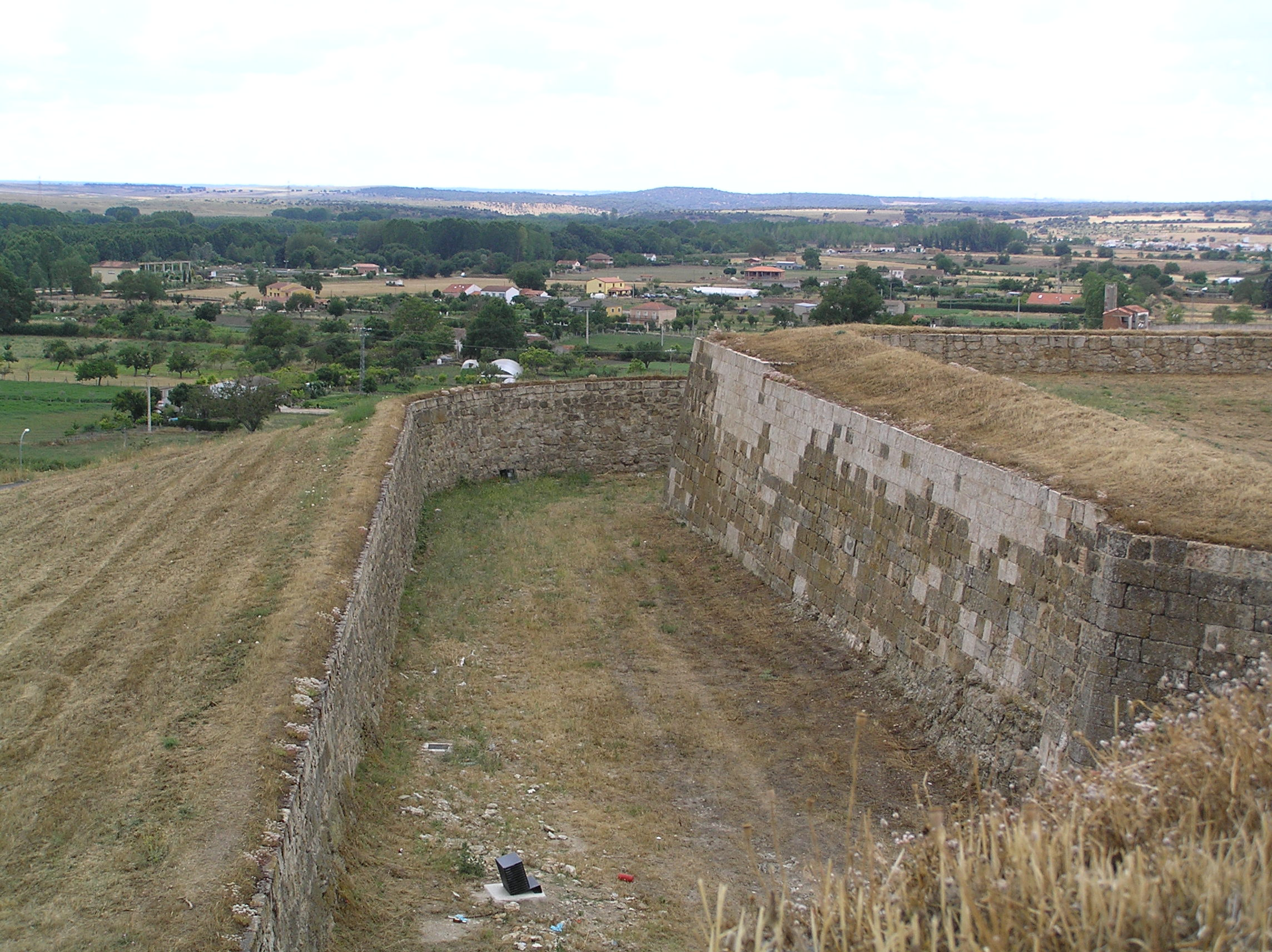
Graben vor der Mauer